# Kopalina
Kopalina, kopalina użyteczna – minerał lub skała wydobywana z ziemi i wykorzystywana praktycznie, np. węgiel, ropa naftowa, sól, rudy metali.
Wyróżnia się kopaliny główne, towarzyszące i współwystępujące.
Kopaliny główne są przedmiotem samodzielnej eksploatacji górniczej.
Ze względu na stan skupienia kopaliny użyteczne dzieli się na:
- stałe (np. węgle, rudy, sole);
- ciekłe (ropa naftowa, wody mineralne);
- gazowe (gaz ziemny).

## Prawo geologiczne i górnicze
Według ustawy Prawo geologiczne i górnicze złożem kopaliny jest takie naturalne nagromadzenie minerałów i skał oraz innych substancji stałych, gazowych i ciekłych, których wydobywanie może przynieść korzyść gospodarczą.
Do 31 XII 2011 r., kopaliny dzielono na podstawowe i pospolite.
Od wejścia w życie nowego Prawa geologicznego i górniczego, tj. od 1 stycznia 2012 r., kopaliny dzielą się na:
- kopaliny, których złoża objęte są własnością górniczą; należą do nich: węglowodory (ropa naftowa, gaz ziemny oraz ich naturalne pochodne, metan występujący jako kopalina towarzysząca) np. w złożach węgla kamiennego, węgiel kamienny, węgiel brunatny, rudy metali (z wyjątkiem darniowych rud żelaza) i metale w stanie rodzimym, łącznie z rudami pierwiastków promieniotwórczych, siarka rodzima, sól kamienna, sól potasowa, sól potasowo-magnezowa, pierwiastki ziem rzadkich, gazy szlachetne, gips, anhydryt, kamienie szlachetne, wody lecznicze, wody termalne, solanki;
- kopaliny, których złoża objęte są własnością gruntu – należą do nich wszystkie pozostałe kopaliny.

Podział ten normuje art. 10 Prawa geologicznego i górniczego.